# Mentre hi hagi homes
Mentre hi hagi homes (títol original en anglès: Crush) és una pel·lícula germano-britànica dirigida per John McKay i estrenada l'any 2001. Ha estat doblada al català.

## Argument
Kate (Andie MacDowell) és directora d'una escola, a la quarantena i encara soltera. Cada setmana es troba per beure, menjar xocolata i parlar de la seva vida amorosa amb les seves dues amigues: Janine, comissària de policia (Imelda Staunton) i Molly (Anna Chancellor), metgessa divorciada. Un dia Kate coneix Jed, un atractiu jove de 25 anys (Kenny Doughty) i antic alumne i s'embarca en una apassionant relació amb ell. Però les seves amigues creuen que no és l'home adequat per a ella.

## Repartiment
- Andie MacDowell: Kate
- Imelda Staunton: Janine
- Anna Chancellor: Molly
- Kenny Doughty: Jed
- Jeremy Gittins: Mr. Horse
- Bill Paterson: reverend Gerald Marsden
- Andrew Bicknell: Mr. Yacht
- Caroline Holdaway: Pam
- Morris Perry: bisbe
- Joe Roberts: Brendan